# Powstania kozackie

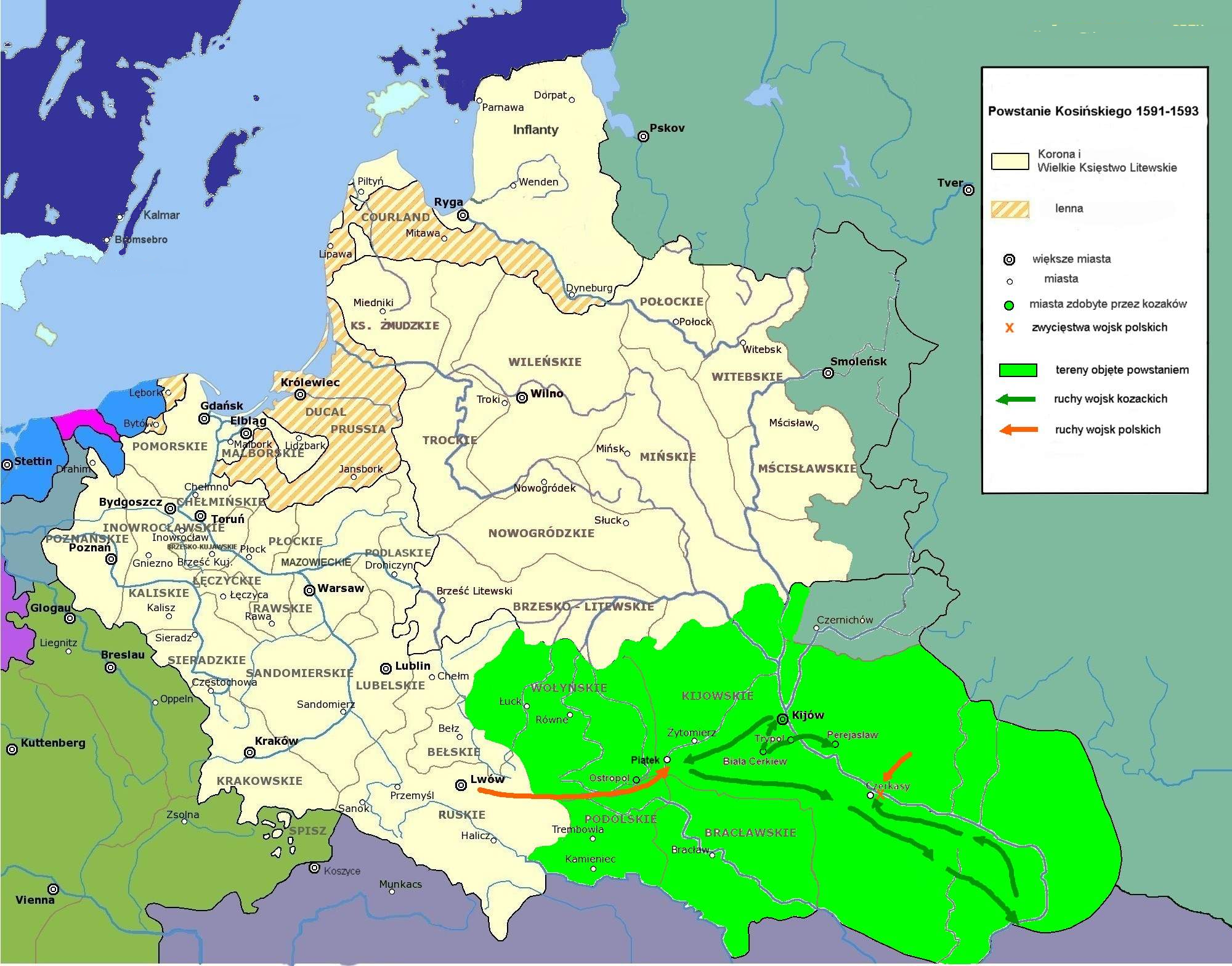
Powstanie Kosińskiego (1591–1593)

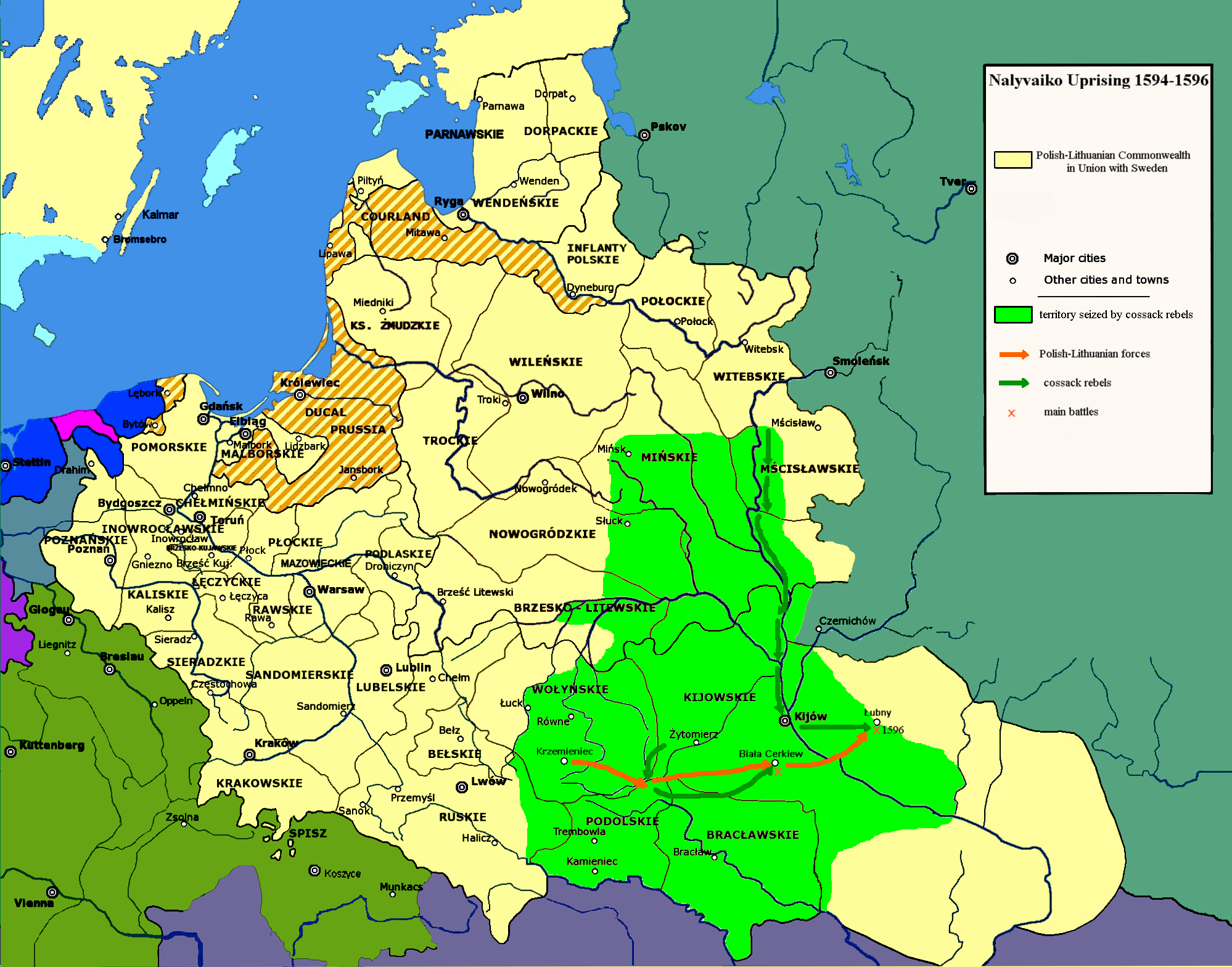
Powstanie Nalewajki (1594–1596)

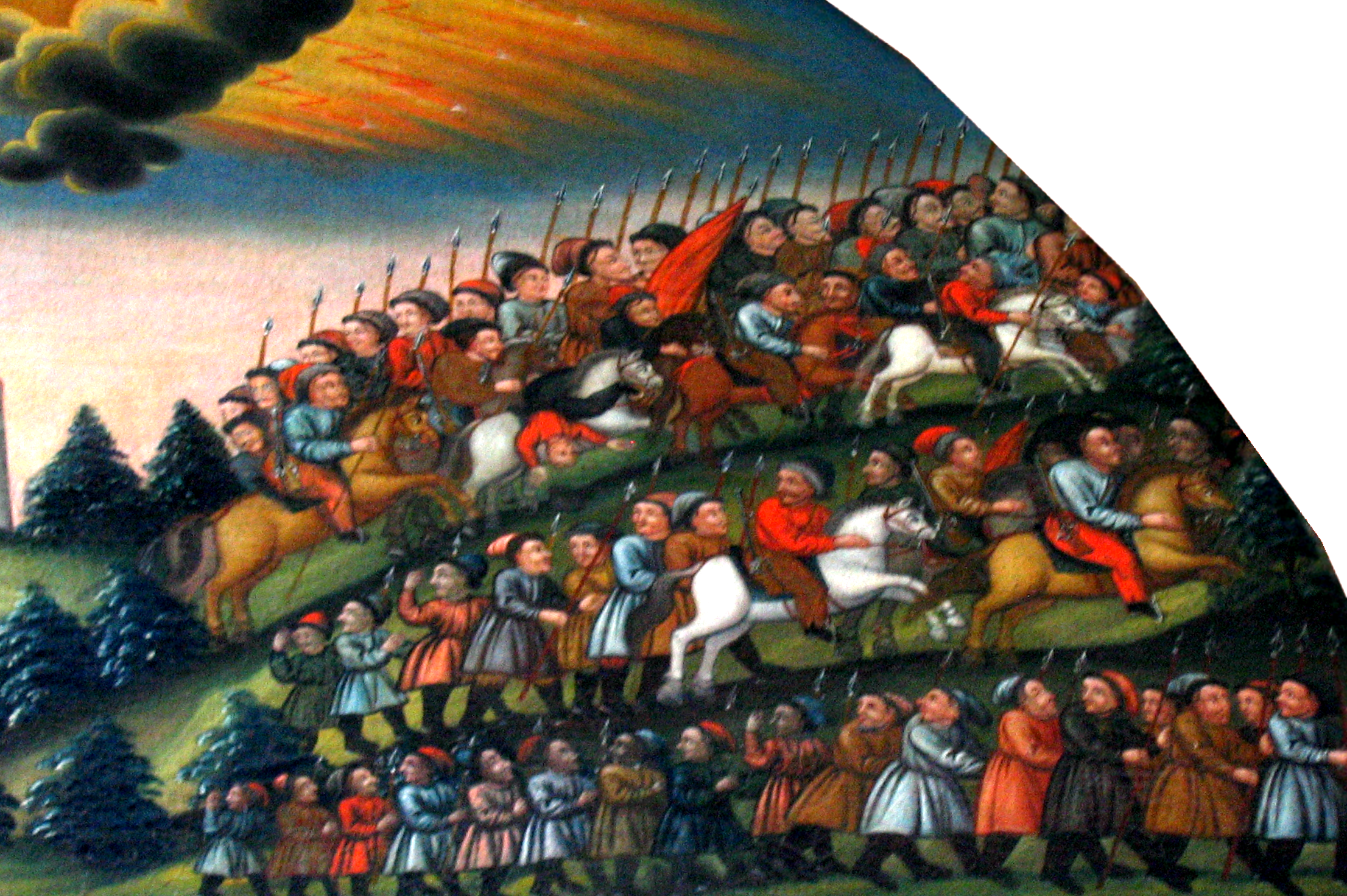
Wojsko kozackie w 1648

Powstania kozackie – seria zbrojnych wystąpień Kozaków skierowanych przeciwko Rzeczypospolitej w latach 1591–1704 i Carstwu/Imperium Rosyjskiemu w XVII i XVIII wieku.

## Geneza
Przemiany ekonomiczne epoki nowożytnej w Europie Środkowo-Wschodniej, głównie rozwój eksportu zboża do bardziej zaawansowanych krajów Europy Zachodniej, doprowadziły do stopniowego pogorszenia sytuacji chłopów w całym regionie, w tym i w Rzeczypospolitej. Stopniowe zwiększenie produkcji zboża na majątkach, których właścicielami była szlachta, prowadziło do wyzyskiwania ludności chłopskiej i rozwoju pańszczyzny. Taki przebieg wypadków był możliwy politycznie ponieważ suwerenem w państwie pozostawała jedynie garstka całego społeczeństwa – szlachta (do 10% całego społeczeństwa), zaś pozostałe stany pozbawione były znaczenia politycznego (z wyjątkiem wysokich duchownych, na przykład biskupi z tytułu pełnienia swojego urzędu wchodzili do senatu, z tym że i tak tego typu godności kościelne były dostępne tylko dla przedstawicieli szlachty). W połączeniu z licznymi przywilejami gospodarczymi, które przysługiwały szlachcie, panowie polscy i ruscy na tych terenach uzależnili i wykorzystywali podległych sobie chłopów – pańszczyzna, służba na rzecz dworu i tym podobne.
Od końca XVI wieku (po unii lubelskiej) możni polscy i ruscy starali się podporządkować sobie także miejscową ludność zamieszkującą obszary województw: kijowskiego, bracławskiego, wołyńskiego i czernichowskiego (od 1635), z której część służyła jako tak zwani kozacy rejestrowi, a których szlachta chciała sobie podporządkować jako tanią siłę roboczą. Nałożyły się na to zatargi osobiste pomiędzy magnatami i lokalnymi szlachcicami (na przykład w powstaniach Kosińskiego, Nalewajki i Chmielnickiego), które w efekcie doprowadziły do kilku wojen domowych w Rzeczypospolitej Obojga Narodów, szczególnie intensywnych w pierwszej połowie XVII wieku.
Innymi przyczynami powstań były ograniczenia kozackich swobód, zmniejszanie rejestru kozackiego (kozacy rejestrowi) i zakaz samowolnych wypraw nad Morze Czarne (tak zwanych chadzek), zakłócających stosunki polsko-osmańskie. Insurekcje przeradzały się często w powstania ludowe w obronie religii prawosławnej, skierowane także przeciwko starostom ograniczającym wolności kozackie.

## Przebieg
Poszczególne powstania przebiegały z rozmaitą siłą i aktywnością powstańców, ale zawsze obejmowały teren województw kijowskiego i bracławskiego. Najpoważniejsze powstanie kozackie – powstanie Chmielnickiego objęło olbrzymi obszar I Rzeczypospolitej: od Siczy na wschodzie, po Sanok na zachodzie i od Jahorłyku na południu po Rohaczew i Suraż na północy (około 40–45% obszaru państwa). Wojskom polskim z trudem udało się zatrzymać Kozaków, których początkowo wspierał Chanat Krymski, a później także Carstwo Rosyjskie. W czasie powstań kozackich, które za każdym razem tłumiono, wojsko polskie odniosło liczne zwycięstwa, na przykład pod Beresteczkiem w 1651, ale doznało też kilku bardzo dotkliwych porażek, między innymi nad Żółtymi Wodami i pod Korsuniem w 1648.

## Powstania kozackie na terenie Rzeczypospolitej
- powstanie Kosińskiego (1591–1593)
- powstanie Nalewajki (1594–1596)
- powstanie Żmajły (1625)
- powstanie Fedorowicza (1630)
- powstanie Sulimy (1635)
- powstanie Pawluka (1637)
- powstanie Ostranicy (1638)
- powstanie Chmielnickiego (1648–1657)
- powstanie Paleja (1702–1704)

## Powstania kozackie na terenie Rosji
- powstanie Bołotnikowa (1606–1607)
- powstanie Razina (1665–1671)
- powstanie Pugaczowa (1773–1775)

## Skutki
Znaczne połacie Rzeczypospolitej zostały splądrowane i zniszczone w wyniku działań wojennych. Ludność zaczęła przenosić się na tereny bardziej spokojne, co doprowadziło do wyludnienia sporych obszarów. Powstania kozackie i późniejsza powszechna anarchia kozacka na Naddnieprzu spowodowały także, że ludność ruska Kresów Wschodnich I Rzeczypospolitej coraz chętniej ciążyła zarówno ku zachodowi, jak i wschodowi. Feliks Koneczny, polski historyk i publicysta pierwszej połowy XX wieku, przedstawiał tę sytuację następująco: 

Pośród anarchji powszechnej tylko motłoch czuł się dobrze, ale kto chodź trochę tylko posiadał poczucia kulturalnego, odwracał się ze wstrętem [...]. Kto nie musiał być Kozakiem, kto mógł obejść się bez tego rodzaju zarobkowania (rabunkiem ujętym w formie wojskowej), porzucał szeregi kozackie [...]. Teraz dopiero polszczyła się tłumnie cała inteligencja ruska i cała warstwa szlachecka Podola, Wołynia i całej Ukrainy. Polszczono się tysiącami dopiero skutkiem wojen kozackich, nie chcąc mieć nic wspólnego z ohydą mordu, rabunku i wszeteczeństwa, chroniąc swe poczucie kulturalne pod skrzydła kultury polskiej. [...] Narodowość ruska rozwiała się w okrucieństwach wojen kozackich.

 W wyniku destabilizacji wschodnich Kresów, spowodowanych ciągłymi walkami na terytorium Ukrainy naddnieprzańskiej, osłabła potęga militarna Rzeczypospolitej. Ułatwiło to ekspansję sąsiadów na jej terytorium w drugiej połowie XVII wieku (wojny z Rosją, Szwecją, Imperium Osmańskim) i stało się jedną z wielu przyczyn słabości państwa w wieku następnym.

## Niektórzy przywódcy powstań kozackich

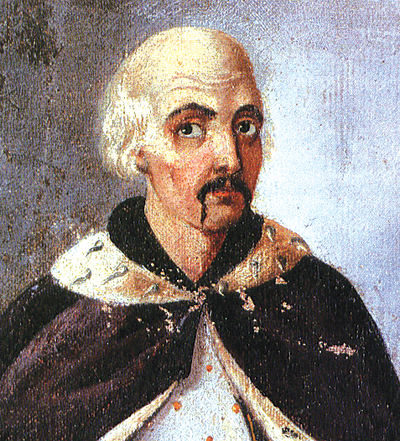
Seweryn Nalewajko (?–1597)
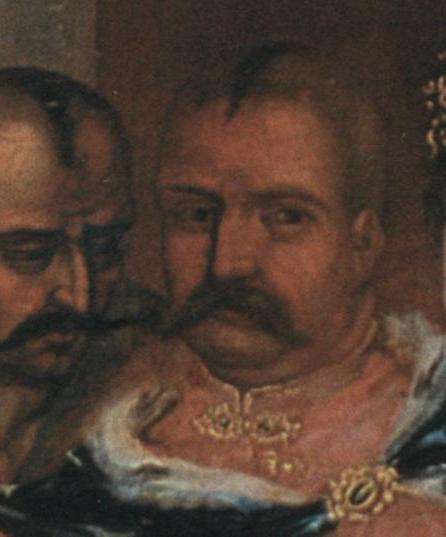
Iwan Sulima (?–1635)
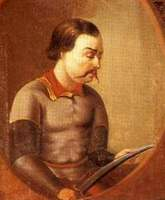
Jakub Ostrzanin (?–1641)
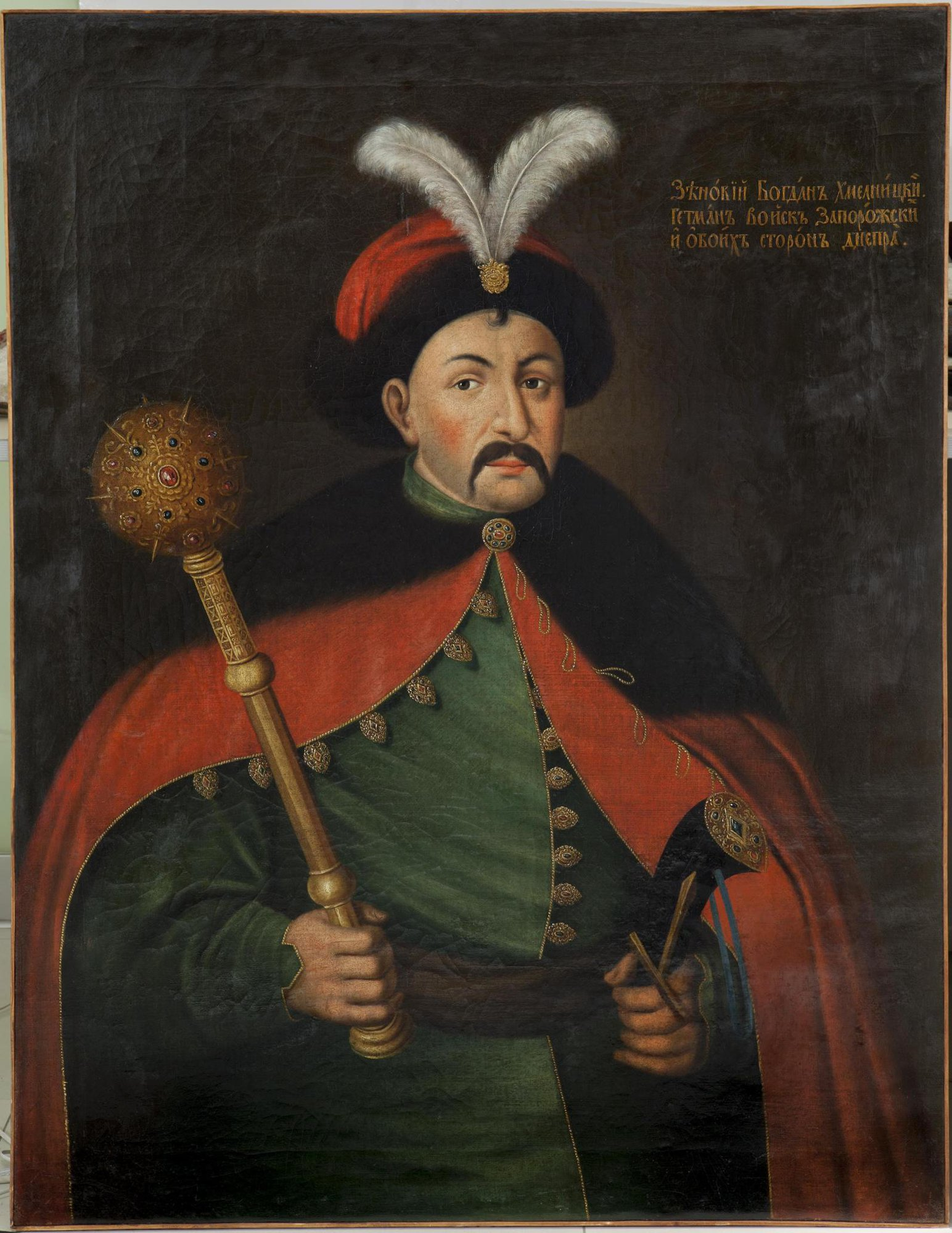
Bohdan Chmielnicki (1595–1657)
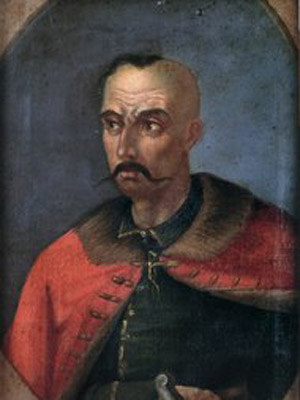
Semen Palej (1640–1710)
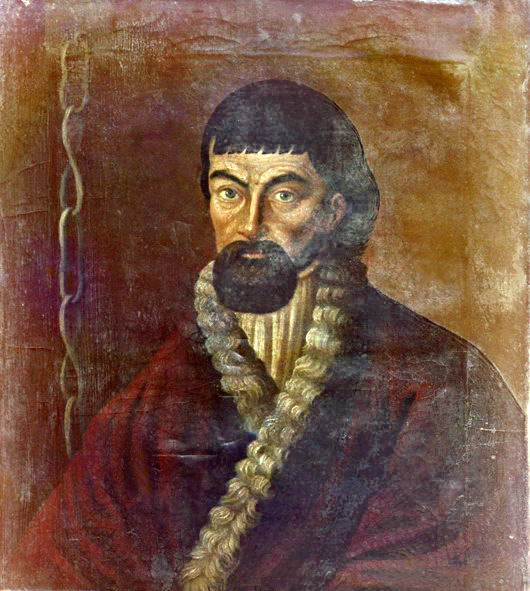
Jemieljan Pugaczow (1742–1775)